# رمشاید
شهر رمشاید (به آلمانی: Remscheid) در ایالت نوردراین-وستفالن در کشور آلمان واقع شده‌است.